# Panukulan
Panukulan là một đô thị cấp năm ở tỉnh Quezon, Philippines. Theo điều tra dân số năm 2007, đô thị này có dân số 11.968 người.

## Các đơn vị hành chính
Panukulan, về mặt hành chính, được chia thành 12 khu phố (barangay).
- Balungay
- Bato
- Bonbon
- Calasumanga
- Kinalagti
- Libo
- Lipata
- Matangkap
- Milawid
- Pagitan
- Pandan
- San Juan (Pob.)